# 大鹿庄乡
大鹿庄乡，是中华人民共和国河北省保定市定州市下辖的一个乡镇级行政单位。

## 行政区划
大鹿庄乡下辖以下地区：
大鹿庄村、西汉村、鲍市邑村、寺市邑村、北鹿庄村、伯堡村、大渡河村、帅村、小渡河村、东丈社区村、东汉村、寨里村、北祝村、东北齐村、小流村、西北齐村、西建阳村、鹿家庄村和东建阳村。